# Conselho Nacional do Ministério Público

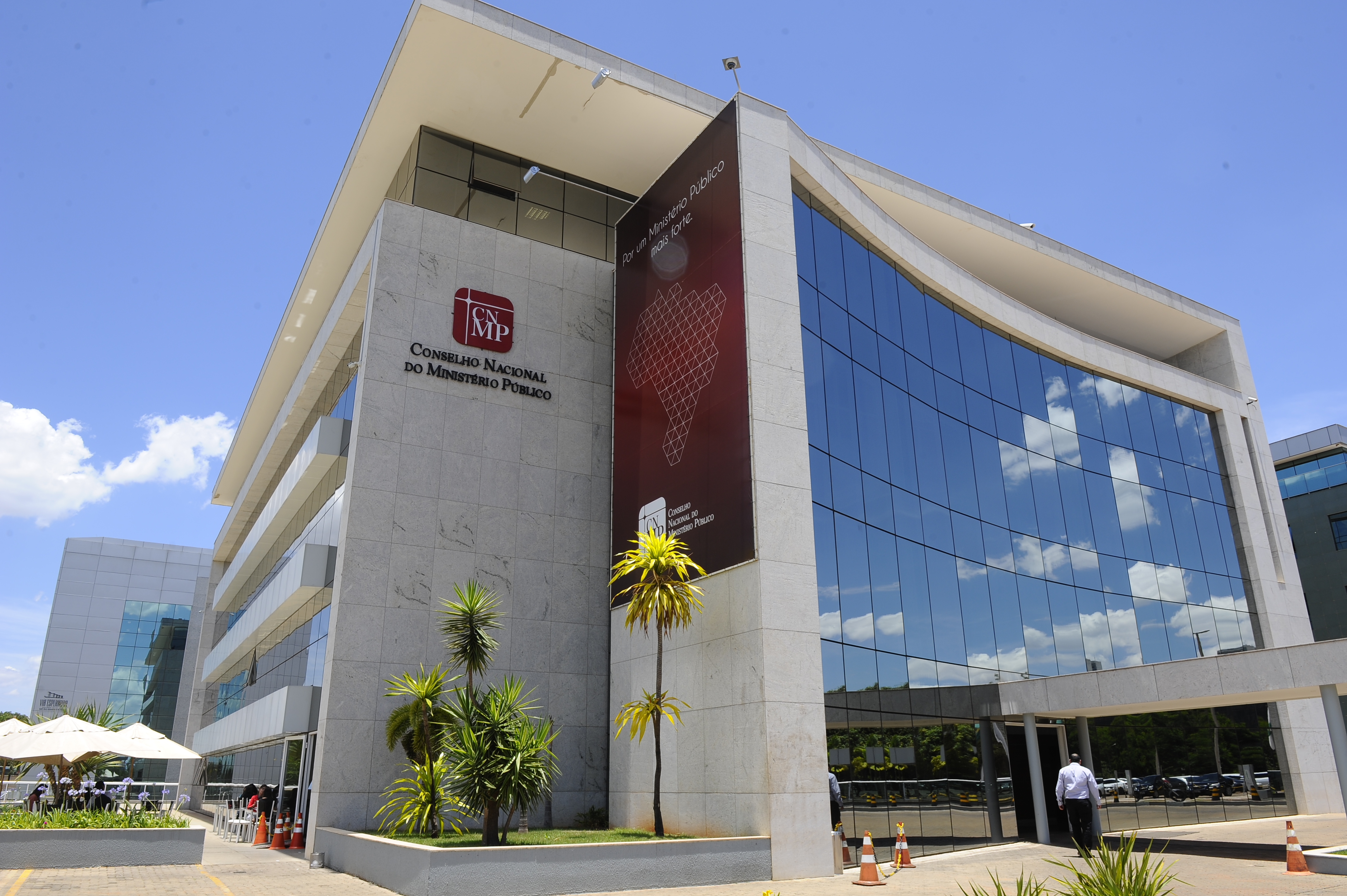
Sede do CNMP

No Brasil, o Conselho Nacional do Ministério Público é um órgão externo encarregado de controlar e fiscalizar a atuação administrativa e financeira dos órgãos integrantes do Ministério Público nacional, bem como supervisionar o cumprimento dos deveres funcionais dos seus membros.
O Conselho foi criado pela emenda constitucional nº 45, de 8 de dezembro de 2004, que incluiu o artigo 130-A na Constituição Federal brasileira.

## Composição
A composição do Conselho, tal como definida pelo artigo 130-A da Constituição Federal do Brasil, compreende quatorze membros nomeados pelo Presidente da República, depois de aprovada a escolha pela maioria absoluta do Senado Federal, para um mandato de dois anos, admitida uma recondução, sendo:
- o Procurador-Geral da República, que o preside;[4]
- quatro membros do Ministério Público da União, assegurada a representação de cada uma de suas carreiras;[4]
- três membros do Ministério Público dos Estados;[4]
- dois juízes, indicados um pelo Supremo Tribunal Federal e outro pelo Superior Tribunal de Justiça;[4]
- dois advogados, indicados pelo Conselho Federal da Ordem dos Advogados do Brasil;[4]
- dois cidadãos de notável saber jurídico e reputação ilibada, indicados um pela Câmara dos Deputados e outro pelo Senado Federal.[4]

Importante ressaltar que o Presidente do Conselho Federal da OAB não integra o CNMP, mas possui voz e assento no Plenário.

### Composição atual
| Presidente  | Corregedor Nacional            | STF                | STJ                     | MPDFT            | MPM                     | MPT                   | MPF                      | MPE                    | MPE                    | MPE                     | Senado Federal       | Câmara Federal          | OAB            | OAB                              |
| ----------- | ------------------------------ | ------------------ | ----------------------- | ---------------- | ----------------------- | --------------------- | ------------------------ | ---------------------- | ---------------------- | ----------------------- | -------------------- | ----------------------- | -------------- | -------------------------------- |
| Paulo Gonet | Ângelo Fabiano Farias da Costa | Jayme Martins Neto | Cíntia Menezes Brunetta | Moacyr Rey Filho | Jaime de Cássio Miranda | Ângelo Fabiano Farias | Antônio Edílio Magalhães | Ivana Lúcia Franco Cei | Paulo Cezar dos Passos | Fernando da Silva Comin | Engels Augusto Muniz | Edvaldo Nilo de Almeida | Rogério Magnus | Rodrigo Badaró Almeida de Castro |

## Atribuições
O artigo 130-A, com Redação dada pela Emenda Constitucional nº 45, de 2004, elencou, em seu § 2º, algumas atribuições ao CNMP, tais como:
- Zelar pela autonomia funcional e administrativa do Ministério Público, podendo expedir atos regulamentares, no âmbito de sua competência, ou recomendar providências;
- Receber e conhecer das reclamações contra membros ou órgãos do Ministério Público da União ou dos Estados, inclusive contra seus serviços auxiliares, sem prejuízo da competência disciplinar e correcional da instituição, podendo avocar processos disciplinares em curso, determinar a remoção ou a disponibilidade e aplicar outras sanções administrativas, assegurada ampla defesa; 
- Rever, de ofício ou mediante provocação, os processos disciplinares de membros do Ministério Público da União ou dos Estados julgados há menos de um ano; 
- Elaborar relatório anual, propondo as providências que julgar necessárias sobre a situação do Ministério Público no País e as atividades do Conselho, o qual deve integrar a mensagem prevista no art. 84, XI. 

Além disso, é prevista também a figura do Corregedor Nacional, escolhido, obrigatoriamente, dentre os Conselheiros do CNMP que sejam membros do Ministério Público, para um mandato de 2 (dois) anos, vedada a recondução. São algumas atribuições do Corregedor: 
- Receber reclamações e denúncias, de qualquer interessado, relativas aos membros do Ministério Público e dos seus serviços auxiliares;
- Exercer funções executivas do Conselho, de inspeção e correição geral; 

- Requisitar e designar membros do Ministério Público, delegando-lhes atribuições, e requisitar servidores de órgãos do Ministério Público. 